# Рудник Жерек
Рудник Жерек – колишнє гірничодобувне підприємство у Абайській області Казахстану, яке вело розробку однойменного золоторудного родовища.
Розробка родовища з використанням методу кучкового вилужнювання почалась у 2002 році, а перше золото отримали в 2003-му. Всього за 2003 рік виробили 0,35 тон золота, а в 2004-му цей показник зріс до 0,63 тони.
Кілька років відкритим способом вели видобуток окиснених руд. На 2008 рік планувалось допрацювати залишки цих руд на одному з флангів родовища, проте геологічні прогнози не підтвердились і видобуток в 2008-му вже не провадився.
Подальший розвиток рудника вбачали у переході до видобутку сульфідних руд з наступною їх переробкою на фабриці з вилучення золота рудника Суздаль. Втім, наразі про реалізацію цього проекту не повідомлялось.
Розробку родовища організувала група компаній, зареєстрованих на Британських островах, зокрема, 75% участі мала ірландська Celtic Resources Holdings. В 2008-му останню викупила компанія Nordgold, що належала до російської металургійної групи «Северсталь».